# Вторжение на Мартинику (1762)
Вторжение на Мартинику (анг. Invasion of Martinique) — британский захват французского острова Мартиника в 1762 году во время Семилетней войны.

## Предыстория
После сдачи Доминики британским экспедиционным войскам французы на Мартинике ожидали подобной экспедиции против себя. Они приняли меры для защиты: французские силы на острове включали 1200 солдат, 7000 ополченцев и 4000 наемных каперов. Кроме того, горный рельеф острова облегчал его оборону.
Соседние британские острова сделали все, чтобы помочь метрополии: Антигуа послала часть своего гарнизона и 38-й пехотный полк; Барбадос сформировал отряд из 500 чернокожих и 500 ополченцев, но которые остались на острове, поскольку он был местом встречи сил экспедиции. Одновременно на Барбадос прибыли четыре британских пехотных полка с Ньюфаундленда. 24 декабря 1761 года  из Америки прибыла основная часть войск под командованием бригадного генерала Роберта Монктона (11 полков) на борту флота адмирала Родни . В целом силы Монктона составили 8000 человек.

## Десант на Мартинику
5 января 1762 года британские транспорты снялись с якоря и отплыл под охраной флота адмирала Родни прошли мимо Сент-Люсии и порта Кастри. Через два дня британский десант высадился в Сент-Анн-Бей, на западном берегу Мартиники. Две бригады высадились дальше вверх по западному побережью, откуда они двинулись к югу от залива, к столице, Форт-Роялю.
16 января вся британская армия была высажена без потерь севернее Негро-Пойнта. Здесь проходила дорога на восток через горы к Форт-Роялю, примерно 5 км (3,1 мили) пути, перекрытого глубокими оврагами и ущельями, а также французскими редутами и батереями. Прежде чем продвинуться дальше, Монктон был вынужден возводить батареи, чтобы заставить замолчать французские пушки.
К 24 января британские батареи были завершены, а на рассвете началась атака, поддерживаемая огнем батарей, против французских укреплений на горе Морн-Тортенсон. К 9 утра позиции на горе были почти окружены, и французы начали спешно отступать к Форт-Роялю и горе Морн-Гренье. Одновременно две британских бригады напали на французов к северу от Морн-Тортенсон и загнали их обратно на Морн-Гренье. Потери британцев в этой атаке составили 33 офицера и 350 солдат убитыми и ранеными.
25 января Монктон, подошедший к Форт-Роялю, начал перебрасывать батареи к окраине города. Однако не прекращавшийся огонь с Морн-Гренье в первую очередь заставил его направить свои войска против этих позиций.
Во второй половине дня 27 января французы, построившись в четыре колонны, неожиданно атаковали британскую бригаду легкой пехоты. Во время этой атаки одна французская колонна получила удар во фланг и мгновенно рассеялась. Две оставшиеся колонны отступили обратно к Морн-Гренье, преследуемые англичанами. Наступила ночь, но британцы не прекратили атак, пока не подавили сопротивление на горе и не захватили батареи. К часу ночи 28 января Морн-Гренье была занята ценой более 100 убитых и раненых. Батареи с Морн-Тортенсон были перенесены к крепости Форт-Рояля.
3 февраля Форт-Рояль сдался. К 12 февраля остальная часть острова была занята британцами.

## Последствия
С 26 февраля по 3 марта Монктон переправлял свои войска с Мартиники на острова Сент-Люсия, Гренада и Сент-Винсент, которые сдались без сопротивления. Монктон уже разработал план захвата Тобаго, когда получил приказ перебросить свои войска против Гаваны.
Мартиника была возвращена Франции после Парижского договора 1763.